# Coccothrinax gundlachii
Espèce
Statut de conservation UICN

 LC  : Préoccupation mineure
Coccothrinax gundlachii est une espèce de plantes de la famille des Arecaceae.

## Publication originale
- Memorias de la Sociedad Cubana de Historia Natural "Felipe Poey" 13: 149, t. 17, f. 5, t. 21, f. 1. 1939.